# Atomnummer

Rutherford–Bohr-modellen av väteatomen. I denna modell är det en väsentlig egenskap att fotonens energi (eller frekvens) hos den emitterade elektromagnetiska strålningen när en elektron hoppar från en orbital till en annan, är proportionell mot kvadraten på atomens laddning, Z.

Atomnummer är, inom kemi och fysik, antalet protoner i kärnan av en atom av ett grundämne och är därmed identiskt med kärnans elektriska laddning. Atomnumret betecknas vanligen med Z och identifierar ett grundämne. I en  oladdad atom är atomnumret också lika med antalet elektroner.
Atomnumret, Z, skall inte förväxlas med masstalet A, som är antalet nukleoner, det totala antalet protoner och neutroner i en atoms kärna. Antalet neutroner, N, kallas atomens neutrontal; alltså,  A  =  Z  +  N  (dessa kvantiteter är alltid  heltal). Eftersom protoner och neutroner har ungefär samma massa (och elektronernas massa är försumbar för många ändamål) och då bindningsenergin för en nukleon alltid är liten jämfört med nukleonens massa, är atommassan , uttryckt i atommassenheter, ungefär (till inom en procent) lika med heltalet A.
Atomer med samma atomnummer Z, men olika neutrontal N och därmed olika masstal, kallas isotoper. Lite mer än tre fjärdedelar av naturligt förekommande element existerar som en blandning av isotoper och den genomsnittliga isotopmassan av en isotopblandning för ett element (kallas den relativa atommassan) i en definierad miljö på jorden bestämmer elementets standardatomvikt. Historiskt sett var det dessa atomvikter av element (i jämförelse med väte) som var möjliga att mäta för 1800-talets kemister.